# 아베 고토
아베 고토(일본어: 阿部 航斗, 1997년 8월 1일 ~ )는 일본의 축구 선수이다.

## 구단 경력
2020년 J2리그의 알비렉스 니가타에 입단하였다. 2022년 J2리그 우승으로 J1리그로 승격하였다. 2025년 J2리그의 주빌로 이와타로 이적했다.

## 국가대표팀 경력
그는 2013년 FIFA U-17 월드컵에 참가할 일본 U-17 국가대표팀에 발탁되었으며, 1경기에 출전했다. 2018년 AFC U-23 축구 선수권 대회에 참가할 일본 U-23 국가대표팀에도 발탁되었다.